# 克勞福德縣 (威斯康辛州)
克勞福德縣（英語：Crawford County）是美国威斯康辛州西南部的一個縣，西隔密西西比河與艾奥瓦州相望，面積1,552平方公里。根據2020年美國人口普查，共有人口16,113人。縣治普雷里德欣 。該縣成立於1818年，是該州最早的兩個縣之一（另一個為布朗縣）；縣名紀念在詹姆斯·麦迪逊總統和安德鲁·杰克逊總統時期分別擔任美国战争部长和美国财政部长的威廉·H·克劳福德。